# جويل بيرسون
جويل بيرسون (بالسويدية: Joel Persson)‏ هو لاعب هوكي الجليد سويدي، ولد في 4 مارس 1994 في كريستيانستاد في السويد.

## وصلات خارجية
- جويل بيرسون على موقع دوري الهوكي الوطني (الإنجليزية)
- جويل بيرسون على موقع EliteProspects.com (الإنجليزية)
- جويل بيرسون على موقع Eurohockey.com (الإنجليزية)
- جويل بيرسون على موقع HockeyDB.com (الإنجليزية)